# Vòi voi duyên hải
Vòi voi duyên hải, tên khoa học Heliotropium curassavicum là loài thực vật có hoa trong họ Mồ hôi. Loài này được L. miêu tả khoa học đầu tiên năm 1753.
Loài này còn có nhiều tên gọi khác như vòi voi muối, cây đuôi khỉ, cây chim cút thực vật, hay mùi tây Trung Quốc. Trong tiếng Tây Ban Nha ở châu Mỹ Latin, nó được gọi là cola de mico hoặc cola de Gama, trong tiếng Hawaii, nó được gọi là kīpūkai.